# Peridroma selenias
Peridroma selenias là một loài bướm đêm thuộc họ Noctuidae. Nó là loài đặc hữu của Kauai, Oahu và Hawaii.